# Matthias Klopfer

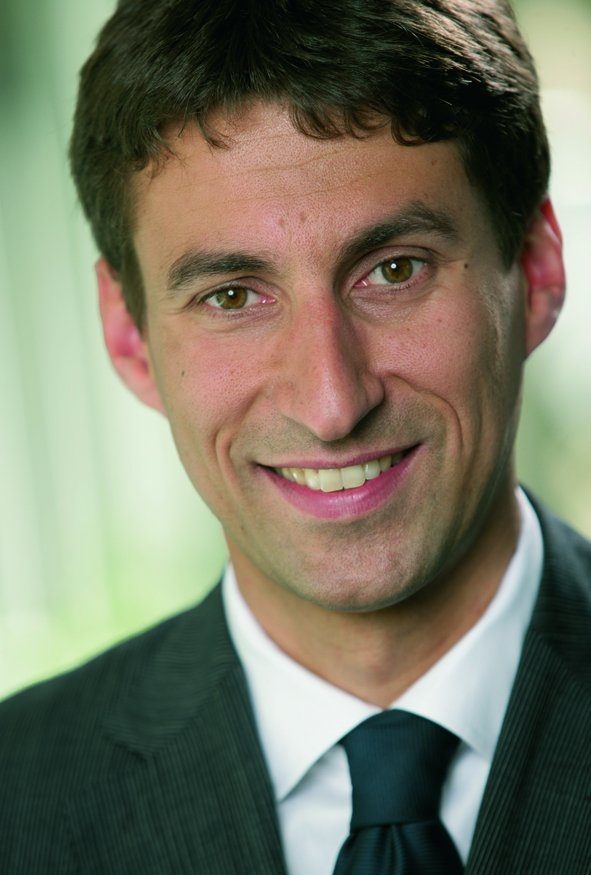
Matthias Klopfer (2013)

Matthias Klopfer (* 14. März 1968 in Stuttgart) ist ein deutscher Politiker der SPD. Seit 2021 ist er Oberbürgermeister von Esslingen am Neckar. Zuvor war er von 2006 bis 2021 Oberbürgermeister der Stadt Schorndorf.

## Leben und Beruf
Matthias Klopfer wuchs in Renningen, Landkreis Böblingen, auf und studierte nach dem Abitur Politik- und Sportwissenschaft sowie Geographie an der Universität Stuttgart. Nach seinem Studium war er zunächst als wissenschaftlicher Mitarbeiter an der Universität Stuttgart tätig. Parallel arbeitete er als Dozent in der Ausbildung von Sportlehrern und beriet Kommunen in Fragen der Sport- und Jugendpolitik. Von Mai 1996 bis Februar 1998 arbeitete er für den  Landtagsabgeordneten Stephan Braun als Persönlicher Assistent, bevor er anschließend hauptamtlicher SPD-Wahlkampfleiter für die Landtagswahl in Baden-Württemberg 2001 wurde. Von 2001 bis zu seiner Wahl als Oberbürgermeister 2006 in Schorndorf war er Geschäftsführer bei der SPD-Landtagsfraktion Baden-Württemberg.
Am 30. Juli 2006 wurde Matthias Klopfer im zweiten Wahlgang mit rund 50,8 Prozent der abgegebenen Stimmen zum Oberbürgermeister der Stadt Schorndorf gewählt und setzte sich somit gegen Joachim Scholz durch. Er folgte Winfried Kübler nach und trat sein Amt am 2. Oktober 2006 an. Am 6. Juli 2014 wurde Matthias Klopfer im ersten Wahlgang bei einer Wahlbeteiligung von 29,4 Prozent mit 76,5 Prozent der Stimmen erneut zum Oberbürgermeister dieser Stadt gewählt. In seinem Amt als Oberbürgermeister von Schorndorf folgte ihm Bernd Hornikel nach.
Nach dem Rücktritt des bisherigen Amtsinhabers Wolfgang Dietrich kündigte Klopfer im Juli 2019 an, dass er bei der Mitgliederversammlung am 15. Dezember 2019 für das Amt des ehrenamtlichen Präsidenten des VfB Stuttgart kandidieren will. Im Oktober 2019 zog er seine Kandidatur zurück.
Im Jahr 2021 trat er als Kandidat der SPD bei der Oberbürgermeisterwahl in Esslingen am Neckar an. Im ersten Wahlgang am 11. Juli 2021 lag er mit 30,7 Prozent der Stimmen knapp hinter Daniel Töpfer, der 31,8 Prozent der Stimmen errang. Im zweiten Wahlgang am 25. Juli 2021 entschied er die Oberbürgermeisterwahl mit 49,49 Prozent der Stimmen für sich, Gegenkandidat Töpfer erreichte 48,12 Prozent der Stimmen. Die Wahlbeteiligung lag bei 38,1 Prozent. Er folgte Jürgen Zieger nach und trat sein Amt am 1. November 2021 an.

## Weitere Tätigkeiten
Neben seinem Amt als Oberbürgermeister hat er noch weitere Mandate inne:
- Vorsitzender des Vereins Regio Stuttgart Marketing- und Tourismus (seit 2022)
- Vorsitzender der Sportregion Stuttgart (2012 bis 2022)
- Kurator der Palm-Stiftung e.V.
- Vorsitzender der Adamas-Stiftung
- Vorstandsmitglied Friedrich-Kelch-Stiftung
- Mitglied des Stiftungsvorstands der Wolfgang-Kelch-Stiftung
- Mitglied Sportausschuss Deutscher Städtetag